# Ian Hart
Ian Hart (Liverpool, Inglaterra; 8 de octubre de 1964) es un actor británico de películas y series televisivas.

## Biografía
Ian Hart nació en Liverpool, Lancashire, Inglaterra, nieto de inmigrantes irlandeses. Es el primero de tres hermanos, fue criado en una familia católica y asistió a la Escuela Cardenal Allen Grammar (ahora llamada Instituto Católico Cardenal Heenan) en Liverpool. Posteriormente estudió teatro en la Universidad Liverpool Mabel Fletcher's de Música y Drama (ahora ya no existente).
Desde 1988 a 1991, Hart estudió producción de vídeo en la Universidad de South Mersey (ahora parte de la Universidad Liverpool Community). Interpretó a un miliciano republicano en la guerra civil española en Tierra y Libertad (1995), a un trabajador desempleado de los astilleros de Liverpool en Liam (2000), y al malvado Profesor Quirrell en Harry Potter y la piedra filosofal (2001), película en la que también prestó su voz para el villano Lord Voldemort.
Hart ha interpretado a John Lennon dos veces — en The Hours and Times (Las horas y los tiempos, 1991) y en Backbeat (1994) — y también interpretó a Arthur Conan Doyle.
En televisión, interpretó a la creación de Doyle, el Dr. Watson. Fue Watson en dos películas de televisión de Sherlock Holmes, producidas por la BBC One durante las navidades de 2002 y 2004.
Ha interpretado al paparazzi esquizofrénico Don Konkey en la serie Dirt de la cadena inglesa FX.

## Filmografía
- 2023 Las sombras del poder, película británica (Shoshana)
- Marlowe (2022), como Joe Green.
- Mary Queen of Scots (2018)
- Tierra de Dios (2017), como Martin Saxby.
- The Last Kingdom (serie) (2015), como el padre Beocca.
- The Bridge (serie) (2014), como el agente Buckley de la CIA.
- Agents of S.H.I.E.L.D. (serie) (2013), como el doctor Franklin Hall.
- Bates Motel (serie) (2013), como Will Decody.
- My Mad Fat Diary (serie) (2013), como Kester.
- A Girl and a Gun (Corto) (2007), como Johnny.
- Dirt (FX 2007) (TV), como Don Konkey.
- The Virgin Queen (BBC 2006, US PBS 2005) (TV), como William Cecil y Lord Burghley.
- A Cock and Bull Story (2006), como Joe.
- Ripley Under Ground (2005), como Bernard Sayles.
- Finding Neverland (2004), como Sir Arthur Conan Doyle.
- Sherlock Holmes and the Case of the Silk Stocking (2004) (TV), como el Dr. Watson.
- Dad's Dead (2003), como Narrador.
- Eroica (2003), como Ludwig van Beethoven.
- Longitude (2003), como Wlliam Harrison.
- The Hound of the Baskervilles (2002) (televisión), como el Dr. Watson.
- Harry Potter y la piedra filosofal (2001), como el Profesor Quirrell y la voz de Lord Voldemort.
- Strictly Sinatra (2001), como Toni Cocozza
- Liam (2000), como Papá.
- The Closer You Get (2000), como Kieran.
- The End of the Affair (1999), como el Sr. Parkis.
- This Year's Love (1999).
- Enemy of the State (1999), como el detective John Bingham.
- Wonderland (1999), como Dan.
- Monument Ave. (1998).
- Mojo (1997), como Mickey.
- The Butcher Boy (1997), como el Tío Alo.
- Michael Collins (1996), como Joe O'Reilly.
- Nothing Personal (1995), como Ginger.
- El inglés que subió una colina pero bajó una montaña (1995), como Johnny el Traumatizado.
- Tierra y libertad (1995), como David Carr.
- Backbeat (1994), como John Lennon.
- The Hours and Times (1991), como John Lennon.

## Premios y distinciones
Festival Internacional de Cine de Venecia
| Año  | Categoría                            | Película         | Resultado |
| ---- | ------------------------------------ | ---------------- | --------- |
| 1995 | Copa Volpi al mejor actor de reparto | Nothing Personal | Ganador   |